# Porsche 911 GT1
La Porsche 911 GT1 est une voiture de course du constructeur allemand Porsche développée dans le courant de l'année 1995.

## Historique
Contrairement à ses concurrentes (McLaren F1 et Ferrari F40), la Porsche 911 GT1 est très éloignée de la 911 de série dont elle ne reprend que la cellule centrale. Porsche fait la démarche inverse de celle de ses rivaux en construisant d'abord une voiture de compétition homologuée ultérieurement en version routière.
La 911 GT1 est engagée aux 24 Heures du Mans 1996 où elle prend les deuxième et troisième places derrière le Joest Racing. En fin de saison, elle écrase la concurrence en Championnat GT BPR en remportant largement les trois épreuves où elle est alignée, à Brands Hatch (Grande-Bretagne), Spa (Belgique), et Zhuhai (Chine).
En 1997, Porsche aligne une version évoluée de sa GT (Porsche 911 GT1 Evo) pour la quatrième manche du nouveau championnat FIA GT. Cette nouvelle voiture reprend les lignes (optiques avant/arrière) de la 911 de série type 996. Elle est dominée en championnat FIA GT par Mercedes avec son coupé CLK-GTR et par McLaren avec la version évoluée de la F1 GTR (McLaren F1 GTR « LongTail »). Au Mans, après avoir mené une grande partie de la course, les 911 GT1 cèdent une nouvelle fois la victoire au Joest Racing et à deux McLaren F1 qui prennent les seconde et troisième places du podium, la meilleure 911 GT1 finissant à la cinquième place.
L'année 1998 verra l'apparition de la 911 GT1-98, pur prototype à châssis carbone. Comme l'année précédente, elle est éclipsée en championnat par Mercedes mais prend sa revanche en remportant les deux premières places des 24 Heures du Mans devant Toyota, Nissan et BMW, Mercedes ayant rapidement abandonné la course après la casse moteur de ses deux CLK-LM.

## Palmarès
- Vainqueur des 24 Heures du Mans en 1998

## Version routière
Le règlement de la FIA stipule que, pour être éligible à la catégorie GT1, un minimum de vingt-cinq voitures doivent être construites pour un usage routier. Porsche développe une version routière qu'elle baptise « 911 GT1 Straßenversion » et qu'elle soumet dès le début de l'année 1996 au Ministère fédéral des Transports et de la Construction pour effectuer les tests d'homologation qu'elle passe avec succès. Le moteur doit être légèrement bridé afin de se conformer à la législation européenne en matière d'émissions de gaz à effet de serre ; sa puissance est réduite à 537 ch et son poids porté à 1 150 kg, ce qui lui confère tout de même une accélération de 0 à 100 km/h en 3,9 secondes pour une vitesse maximale de 308 km/h.

## Galerie

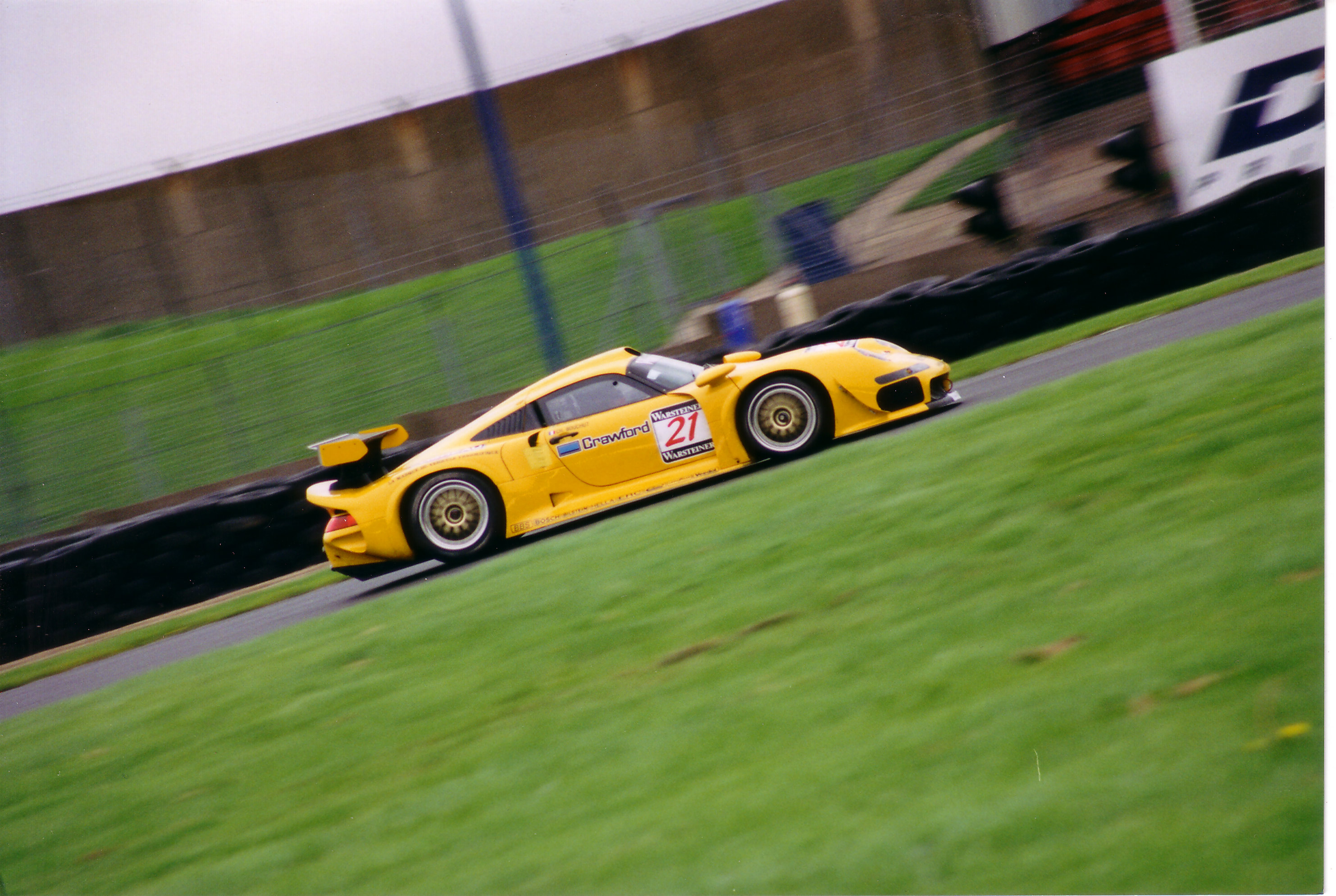
Porsche 911 GT1 Kremer Racing (1997).
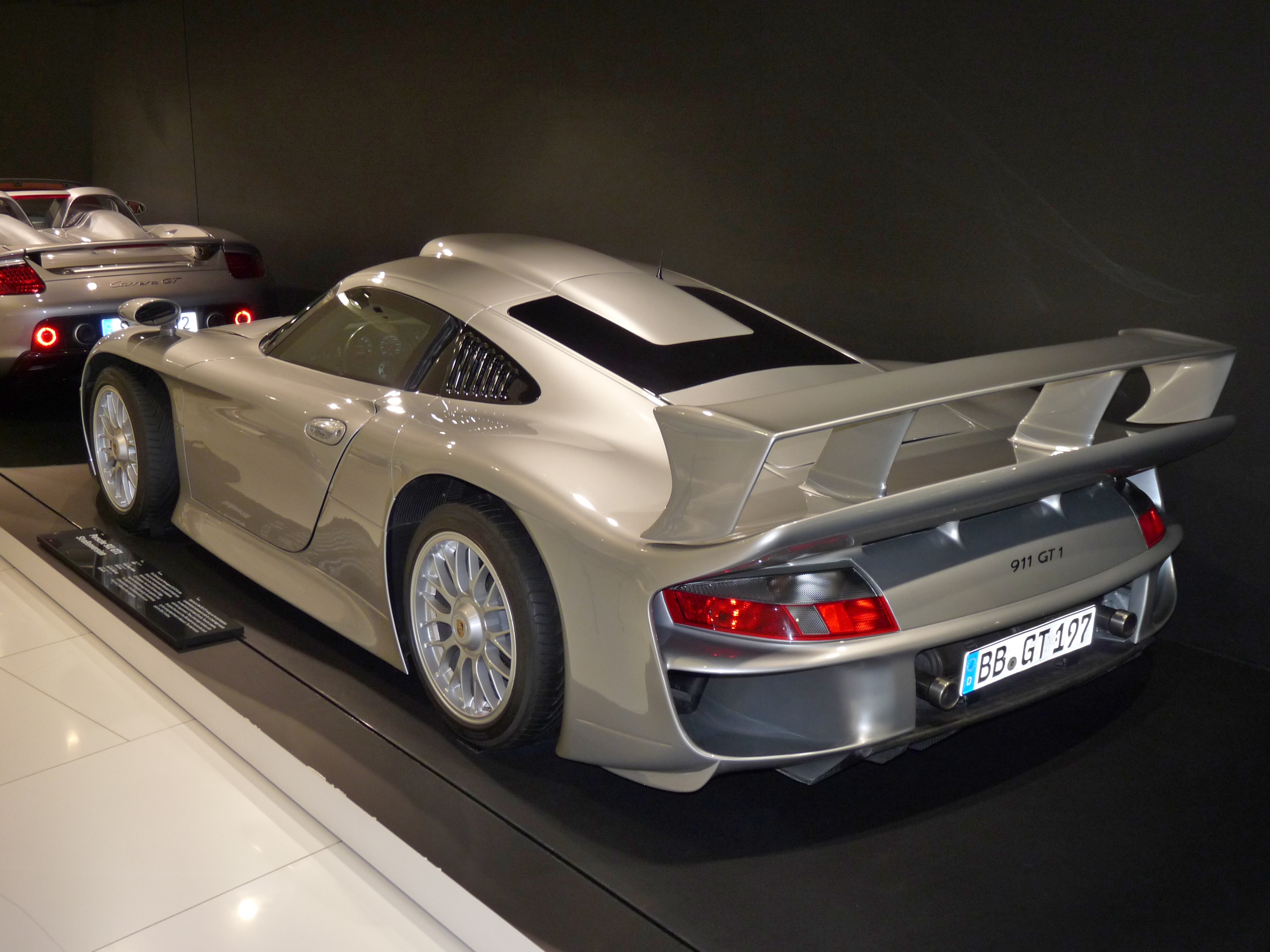
Porsche 911 GT1 version route de 1997.
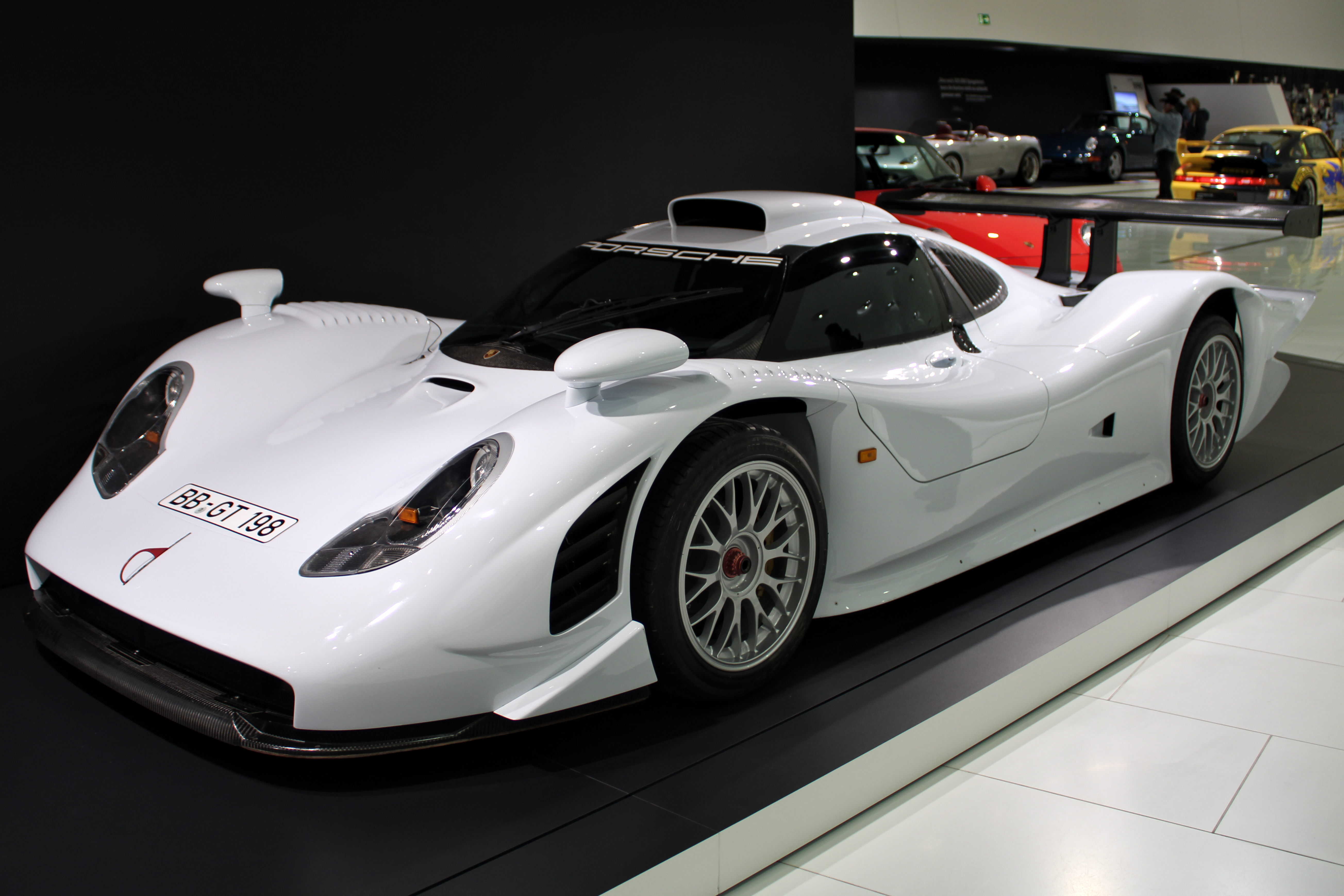
Porsche 911 GT1 version route de 1998.